# Persone di nome Gilles
| Questa pagina contiene informazioni ricavate automaticamente dalle voci biografiche con l'ausilio del template Bio e di un bot. L'aggiornamento è periodico e automatico e ricostruisce completamente la pagina. Se manca una persona in questa lista, sei pregato di non aggiungerla, ma accertati piuttosto che la sua voce biografica contenga il template Bio e che i dati anagrafici siano correttamente compilati. Se il template Bio manca, inseriscilo tu stesso o, in alternativa, metti l'avviso {{tmp\|Bio}} che ne segnala la mancanza. Se i dati riportati sono sbagliati, correggi direttamente la voce biografica; le modifiche saranno visibili in questa lista entro pochi giorni. Per chiarimenti vedi il progetto antroponimi. La lista contiene solo le 113 persone che sono citate nell'enciclopedia e per le quali è stato implementato correttamente il template Bio. Pagina aggiornata al 22 lug 2025. |

Questa è una lista di persone presenti nell'enciclopedia che hanno il nome Gilles, suddivise per attività principale.

## Allenatori di calcio(1)
- Gilles Eyquem, allenatore di calcio e ex calciatore francese (Caudéran, n. 1959)

## Allenatori di tennis(2)
- Gilles Cervara, allenatore di tennis francese (Cannes, n. 1981)
- Gilles Simon, allenatore di tennis e ex tennista francese (Nizza, n. 1984)

## Ammiragli(1)
- Gilles Charles des Nos, ammiraglio francese (n. 1653 - † 1726)

## Arbitri di calcio(1)
- Gilles Veissière, ex arbitro di calcio francese (Nizza, n. 1959)

## Architetti(2)
- Gilles Le Breton, architetto francese (Senna e Marna, † 1553)
- Gilles Marie Oppenordt, architetto e decoratore francese (Parigi, n. 1672 - Parigi, † 1742)

## Arcieri(1)
- Gilles Seywert, arciere lussemburghese (n. 1984)

## Arcivescovi cattolici(1)
- Gilles Aycelin I de Montaigut, arcivescovo cattolico francese (n. 1252 - Avignone, † 1318)

## Assassini seriali(1)
- Gilles Garnier, serial killer francese († 1574)

## Attori(6)
- Gilles De Schrijver, attore, drammaturgo e sceneggiatore belga (Gand, n. 1984)
- Gilles Lellouche, attore, regista e sceneggiatore francese (Savigny-sur-Orge, n. 1972)
- Gilles Marini, attore e modello francese (Grasse, n. 1976)
- Gilles Remiche, attore belga (Bruxelles, n. 1979 - † 2022)
- Gilles Ségal, attore e drammaturgo rumeno (Fălticeni, n. 1929 - Francia, † 2014)
- Gilles Tschudi, attore svizzero (Basilea, n. 1957)

## Avvocati(1)
- Gilles Simeoni, avvocato e politico francese (Bastia, n. 1967)

## Biatleti(1)
- Gilles Marguet, biatleta francese (Pontarlier, n. 1967)

## Biologi(1)
- Gilles Clément, biologo e scrittore francese (Argenton-sur-Creuse, n. 1943)

## Calciatori(12)
- Gilles Bettmer, ex calciatore lussemburghese (Esch-sur-Alzette, n. 1989)
- Gilles Augustin Binya, ex calciatore camerunese (Yaoundé, n. 1984)
- Gilles Cioni, ex calciatore francese (Bastia, n. 1984)
- Gilles De Bilde, ex calciatore belga (Zellik, n. 1971)
- Gilles Dewaele, calciatore belga (Knokke-Heist, n. 1996)
- Gilles Grimandi, ex calciatore francese (Gap, n. 1970)
- Gilles Hampartzoumian, ex calciatore francese (Marsiglia, n. 1969)
- Gilles Ondo, ex calciatore gabonese (Libreville, n. 1985)
- Gilles Rampillon, ex calciatore francese (Nueil-les-Aubiers, n. 1953)
- Gilles Rousset, ex calciatore francese (Hyères, n. 1963)
- Gilles Sunu, calciatore francese (Châteauroux, n. 1991)
- Gilles Yapi Yapo, ex calciatore ivoriano (Abidjan, n. 1982)

## Cardinali(3)
- Gilles Deschamps, cardinale e vescovo cattolico francese (Rouen - Rouen, † 1414)
- Gilles Aycelin de Montaigut, cardinale e vescovo cattolico francese (Alvernia - Avignone, † 1378)
- Gilles Rigaud, cardinale francese (Rouffiac - Parigi, † 1353)

## Ciclisti su strada(5)
- Gilles Bouvard, ex ciclista su strada francese (Bourg-en-Bresse, n. 1969)
- Gilles De Wilde, ciclista su strada belga (n. 1999)
- Gilles Delion, ex ciclista su strada francese (Saint-Étienne, n. 1966)
- Gilles Maignan, ex ciclista su strada francese (Argenteuil, n. 1968)
- Gilles Sanders, ex ciclista su strada, ciclocrossista e mountain biker francese (Narbona, n. 1964)

## Compositori(4)
- Gilles Binchois, compositore fiammingo (Mons - † 1460)
- Gilles Joye, compositore francese (Bruges, † 1483)
- Gilles Reingot, compositore fiammingo
- Gilles Tremblay, compositore canadese (Arvida, n. 1932 - † 2017)

## Critici cinematografici(1)
- Gilles Jacob, critico cinematografico, regista e produttore cinematografico francese (Parigi, n. 1930)

## Dirigenti d'azienda(1)
- Gilles Schnepp, manager francese (Lione, n. 1958)

## Dirigenti sportivi(1)
- Gilles Mas, dirigente sportivo e ex ciclista su strada francese (Condrieu, n. 1961)

## Ebanisti(1)
- Gilles Joubert, ebanista francese (Parigi, n. 1689 - Parigi, † 1775)

## Filosofi(2)
- Gilles Deleuze, filosofo francese (Parigi, n. 1925 - Parigi, † 1995)
- Gilles Lipovetsky, filosofo, scrittore e sociologo francese (Millau, n. 1944)

## Fotografi(1)
- Gilles Bensimon, fotografo francese (Vic-sur-Cère, n. 1944)

## Fumettisti(2)
- Boulet, fumettista e blogger francese (Meaux, n. 1975)
- Gilles Chaillet, fumettista francese (Parigi, n. 1946 - Ermont, † 2011)

## Funzionari(1)
- Gilles Hocquart, funzionario francese (Mortagne-au-Perche, n. 1694 - Parigi, † 1783)

## Generali(2)
- Gilles Joseph Martin Bruneteau, generale e politico francese (Poivres, n. 1760 - Parigi, † 1830)
- Gilles de Rais, generale, criminale e nobile francese (Champtocé-sur-Loire - Nantes, † 1440)

## Giornalisti(1)
- Gilles Martinet, giornalista, partigiano e politico francese (Parigi, n. 1916 - Parigi, † 2006)

## Hockeisti su ghiaccio(2)
- Gilles Gratton, ex hockeista su ghiaccio canadese (LaSalle, n. 1952)
- Gilles Senn, hockeista su ghiaccio svizzero (Bülach, n. 1996)

## Incisori(1)
- Gilles Rousselet, incisore francese (Parigi, n. 1610 - Parigi, † 1686)

## Informatici(2)
- Gilles Brassard, informatico canadese (Montréal, n. 1955)
- Gilles Kahn, informatico francese (Parigi, n. 1946 - Garches, † 2006)

## Ingegneri(2)
- Gilles Simon, ingegnere francese (Oujda, n. 1958)
- Gilles Vidal, ingegnere e progettista francese (Aurillac, n. 1972)

## Militari(2)
- Gilles de Courtanvaux de Souvré, militare francese (n. 1540 - Parigi, † 1626)
- Gilles De Haes, militare fiammingo (Gand, n. 1597 - Zara, † 1657)

## Monaci cristiani(1)
- Gilles di Parigi, monaco cristiano, vescovo e cardinale francese (Toucy - Roma, † 1139)

## Musicisti(1)
- Gilles Servat, musicista, cantautore e attore francese (Tarbes, n. 1945)

## Musicologi(1)
- Gilles Cantagrel, musicologo, scrittore e insegnante francese (Parigi, n. 1937)

## Nobili(1)
- Gilles van Berlaymont, nobile olandese (Hoogstraten - Maastricht, † 1579)

## Nuotatori(1)
- Gilles Rondy, nuotatore francese (Brest, n. 1981)

## Organisti(1)
- Gilles Jullien, organista e compositore francese (Parigi - Chartres, † 1703)

## Piloti di rally(1)
- Gilles Panizzi, pilota di rally francese (Roquebrune-Cap-Martin, n. 1965)

## Piloti motociclistici(3)
- Gilles Lalay, pilota motociclistico francese (Peyrat-le-Château, n. 1962 - Pointe-Noire, † 1992)
- Gilles Picard, pilota motociclistico e copilota di rally francese (Nancy, n. 1955)
- Gilles Salvador, pilota motociclistico francese (Belfort, n. 1958)

## Poeti(5)
- Gilles Baudry, poeta e religioso francese (Saint-Philbert-de-Grand-Lieu, n. 1948)
- Gilles le Vinier, poeta francese († 1252)
- Gilles Ménage, poeta, saggista e grammatico francese (Angers, n. 1613 - Parigi, † 1692)
- Gilles de Paris, poeta francese
- Gilles Durant de la Bergerie, poeta francese (Clermont-Ferrand, n. 1554 - † 1614)

## Politici(5)
- Gilles Andriamahazo, politico e generale malgascio (Tolagnaro, n. 1919 - Antananarivo, † 1989)
- Gilles Boyer, politico francese (Parigi, n. 1971)
- Gilles Carrez, politico francese (Parigi, n. 1948)
- Gilles Duceppe, politico canadese (Montréal, n. 1947)
- Gilles de Kerchove, politico belga (Uccle, n. 1956)

## Politologi(1)
- Gilles Kepel, politologo e arabista francese (Parigi, n. 1955)

## Presbiteri(1)
- Gilles Wach, presbitero francese (Troyes, n. 1956)

## Registi(5)
- Gilles Béhat, regista, sceneggiatore e attore francese (Lilla, n. 1949)
- Gilles Bourdos, regista e sceneggiatore francese (Nizza, n. 1963)
- Gilles Carle, regista e sceneggiatore canadese (Maniwaki, n. 1928 - Granby, † 2009)
- Gilles Grangier, regista e sceneggiatore francese (Parigi, n. 1911 - Suresnes, † 1996)
- Gilles Paquet-Brenner, regista e sceneggiatore francese (Parigi, n. 1974)

## Rugbisti a 15(1)
- Gilles Delaigue, ex rugbista a 15 francese (Sainte-Colombe-lès-Vienne, n. 1949)

## Sceneggiatori(1)
- Gilles Marchand, sceneggiatore francese (Marsiglia, n. 1963)

## Schermidori(1)
- Gilles Berolatti, ex schermidore francese (Parigi, n. 1944)

## Sciatori alpini(1)
- Gilles Roulin, ex sciatore alpino svizzero (Grüningen, n. 1994)

## Scrittori(5)
- Gilles Bachelet, scrittore e illustratore francese (San Quintino, n. 1952)
- Gilles Barbedette, scrittore, traduttore e attivista francese (Rennes, n. 1956 - Parigi, † 1992)
- Giles Fletcher il Vecchio, scrittore scozzese (Canbrook, n. 1548 - Londra, † 1611)
- Gilles Leroy, scrittore e drammaturgo francese (Bagneux, n. 1958)
- Gilles Perrault, scrittore e giornalista francese (Parigi, n. 1931 - Sainte-Marie-du-Mont, † 2023)

## Storici(2)
- Gilles Li Muisis, storico e poeta francese (Tournai - Tournai, † 1352)
- Gilles Pécout, storico e diplomatico francese (Marsiglia, n. 1961)

## Tennisti(2)
- Gilles Moretton, ex tennista francese (Lione, n. 1958)
- Gilles Müller, ex tennista lussemburghese (Lussemburgo, n. 1983)

## Teologi(1)
- Gilles Routhier, teologo e presbitero canadese (Leeds-Village, n. 1953)

## Tuffatori(1)
- Gilles Emptoz-Lacote, ex tuffatore e dirigente sportivo francese (Parigi, n. 1977)

## Velocisti(3)
- Gilles Bertould, ex velocista francese (n. 1949)
- Gilles Biron, velocista francese (Schœlcher, n. 1995)
- Gilles Quénéhervé, ex velocista francese (Parigi, n. 1966)

## Vescovi cattolici(2)
- Gilles de Bellemère, vescovo cattolico francese (Château-du-Loir, n. 1342 - Avignone, † 1407)
- Gilles Reithinger, vescovo cattolico e missionario francese (Mulhouse, n. 1972)

## Senza attività specificata(1)
- Gilles Bouhours, veggente francese (Bergerac, n. 1944 - Seilhan, † 1960)